# The New Messiah
The New Messiah, album utgivet 2015 av det svenska hårdrocksbandet Mindless Sinner. Detta är bandets första album sedan Missin' Pieces gavs ut 1989 (då under namnet Mindless).

## Låtlista
1. Men Of Steel (03:40)
2. Where Worlds Collide (05:09)
3. The New Messiah (04:49)
4. Follow Your Path (03:49)
5. Terror (04:01)
6. We're The Ones (05:22)
7. Dance Of The Devil (04:57)
8. Time Of Fear (04:22)
9. Step Into The Fire (04:39)
10. Metalized (05:25)

## Medverkande
- Sång: Christer Göransson
- Gitarr: Magnus Danneblad
- Gitarr: Jerker Edman
- Bas: Christer Carlson
- Trummor: Tommy Viktorsson